# グリーン・ブラッド
『グリーン・ブラッド』は柴田昌弘による日本のSF漫画作品。
未来世界において人間の奴隷として作られた有機アンドロイドグリーン・ブラッド達が「人間」としての尊厳を得るために戦う姿を描く。
東京三世社の『少年少女SFマンガ競作大全集』に「グリーン・ブラッド」「ファタ・モルガーナ」が、白泉社の『花ゆめEPO』に「緑のペガサス」「偽りの赤い血」「始末屋」「再生工場」「ゴースト・ライナー」が掲載された。また単行本が3冊、白泉社「花とゆめコミックス」より発行されている。（「再生工場」「ゴースト・ライナー」については単行本「サイキック･トラベラー」に収録)
7作目の「ゴースト・ライナー」を最後にシリーズの掲載が途絶え、その後作者が引退したため未完の作品となっている。

## あらすじ
22世紀後半、宇宙殖民時代に到達した人類は、労働力としてグリーン・ブラッド（以下GB）と呼ばれる人造人間を奴隷として使役していた。グリーン・ブラッドは人間と変わらぬ外見・能力を持つが、「シグナイト」と呼ばれる鉱物を原料として化学的に合成して作られた「亜人間」であり、生殖能力を持たない一代生物である。GBの深層意識には「人間を畏れ、敬い、従う」という本能が埋め込まれており、人間への反抗は不可能であった。そして人間以下の存在の彼らは動物にも劣る「物」としてまさしく使い捨てられていた。

### グリーン・ブラッド
H.S.パルマノーバ社のシグナイト採掘工場で使役されていたGBのレパはある事件をきっかけに工場監督官の人間に目をつけられ酷使されるようになり、美人のイフェも性欲を持て余していた別な監督官に狙われる。彼らを気にかけるリュイはレパに「人間とGBは違う」と説いて無駄に反抗しないよう忠告していた。しかし、ある夜レイプされそうになったイフェを助けるためにレパは「本能」を打ち破り監督官を殺害、相談を受けたリュイも覚悟を決め、3人での逃亡を余儀なくされる。
奪った銃器を使用して人間達を震え上がらせ、人質としてパルマノーバ社の社長令嬢のマイラを拉致するのだが、そこで彼女からレパ達は「GBはシグナイトを原料に作り出された子供も作れない人工生命体であり、人間どころかハエにも劣る下等生物」と面罵される。衝撃を受けたレパはイフェ達にもそれを問いただし、子供時代の記憶も無いグリーン・ブラッドは紛れも無く人造人間であると明かされる。しかし、逃亡のため強奪した飛行艇が整備中だった為に、飛行中に異常振動が始まり、機体は墜落。レパ達は軽傷で済んだが、猛毒であるGBの血液を浴びたマイラは死亡。燃えさかる飛行艇の残骸を前に怒りに震える社長は全GBの抹殺を誓う。
そして……砂漠へ続く足跡のみを残して消息を絶った若き3人のGB。それは彼らの「人間」としての誇りを掴む為の流浪の旅の始まりでもあった…

### ファタ・モルガーナ
惑星ゼラの七不思議、ダズモーグ山塊を超えたところに逃亡したGB達がひっそりと暮らす「モルグ・ハムレット」という村があるという噂が流れていた。ある行き倒れのGBの女が、その幻の村から交易に出ていたコーバンに拾われる。そしてその村にはレパ達3人がかくまわれていた。
同じGBの仲間として彼女を受け入れるレパ達だが、彼女の口からは「あなた達が起こした事件のせいでパルマノーヴァで働いていたGB達は皆殺しにされ、街では抹殺を目的としたGB狩りが始まった」と告げられショックを受ける。
だが、砂漠で遭難したGBにしては不審な彼女の様子、落し物を拾いにいくといって戻らないままのコーバン、数々の不審な材料からリュイとイフェは彼女が人間のスパイではないかと疑い始める。しかし純真なレパは仲間を疑う彼らを諌める。
だが谷底でコーバンの干からびた死体が見つかると状況は一変。村人たちは彼女がGBを裏切ったスパイであると断定し、村を守るために抹殺を決断するが、レパは動揺しつつも反対する。しかし、包囲された彼女は傷口から流れる赤い血を見せて自分がGBに扮した人間である事を明かすと形勢は逆転。村人たちは「本能」により彼女を殺すことができず、このまま彼女の逃走を阻む事はできないと思われたが、レパはその場で彼女を手にかけ、村人達に対し「村を守るために仲間であるGBを殺さねばならないハメに陥るくらいなら、GB達の未来のために自分は人間たちと進んで戦う」と告げ、村を出て行く。その後をイフェがリュイが追いかけていった。真の旅立ちが始まったのである。

### 緑のペガサス
老婦人マロープとその孫で盲目の少女ペネの2人が暮らす荒野の農場。レパ達はマロープの命を助けたことがきっかけでそこにかくまわれていた。しかし追跡の手はその農場にも伸びており、辛くも誤魔化すも、その騒動でペネの両親の形見であった「ガラスのペガサス」を壊されてしまう。彼女はペガサスがいつか自分の元を訪れて光を与えてくれると信じていたのだ。
一方、密輸品を運ぶ宇宙船から逃げ出した「ペガサス」を追う謎の男の手が彼らに迫る。そのペガサスはペネの両親が違法な科学者に依頼して作ったGBのペガサスだったのだ。
テレパシー能力を持ったペガサスはペネをその力で呼び出し、追っ手をサイコキネシスで次々と殺害する。そして隠れ場所で子馬を生むが、不意打ちを喰らい子馬を残して殺される。そこにレパ達が駆け付け、ハンターを倒す。そしてレパ達は気がつく。生殖能力のないはずのGBだが、子馬が生まれたということはその制約を取り払う技術を持った者がいるはずだということに。

### 偽りの赤い血
猛毒に汚染された砂漠の奥にある廃工場、そこでGBを人間に「生体改造」している科学者が存在するという噂を聞きつけたレパ達は、その話に疑念を感じるレパと乗り気なリュイの間に不協和音が流れる中その工場に辿り着いた。
そこにはピグ＝マーチスソンと名乗る博士とその親衛隊の元GB達がいた。そこはピグ博士の王国であり、彼は人間に生まれ変わることを希望するGB達に、大金かまたは体内で高価な秘薬である「ベリル」と呼ばれる結石を育てることを条件に受け付けているのであった。
人間社会に紛れ込み、GBのための独立運動をするためには彼にすがって人間化手術を受けるべきだと力説するリュイに折れ、リュイとともに手術台に上がるレパ。しかしその土壇場でピグ博士はイフェをハーレムに入れること、ベリルの抽出には絶大な苦痛があること、実際にはベリルを体内に抱えたGBのほとんどは死亡し、手術は金儲けの手段に過ぎないことを明かし、レパ達は自分達が恐るべき地獄の罠にはまったことを悟る。
しかしその時、地下病室で監禁されていたGB達の反乱が勃発、人間化したGBを皆殺しにし始める。その混乱の中で発生した事故により手術用のロボットが暴走、ピグ博士はベリルの種を打ち込まれて絶叫する。辛くも廃工場を脱出したレパ達は「GBも赤い血を持ったとたんに堕落する」との苦い思いをかみ締め、新たな逃亡先へ向かう。

### 始末屋
レパたちはペガサスの製造元を突き止められれば、GBの遺伝子に組み込まれた生殖不能の制約を外し、GBの将来に光をもたらすことができると考え、ハンターの銃を手掛かりに町の武器商人を訪ねる。武器商人は「8番街にあるSHABBYという酒場に行け」と告げた。
その街でレパ達は若者グループに襲われている老人ガルディスを助ける。瀕死の重傷を負ったガルディスを家に送ろうとするレパ達。偶然にも、ガルディスこそSHABBYのマスターであった。
ハンターの銃を見たガルディスは「これは始末屋の持つ七つ道具だ」と告げる。始末屋とはGBメーカーに雇われて「不良品」のGBを抹殺するプロフェッショナルであり、SHABBYは賞金稼ぎの男たちのたまり場だったのだ。
店の客が所有する探知機の作動でGBだと見破られ、賞金稼ぎ達に追われるレパ達。逃げ場を失い追い詰められたその時、何者かに賞金稼ぎ達が倒される。それは自分を襲った暴徒化した人間達より、GBの方がはるかに人間らしい心を持っていることに気付いたガルディスによる恩返しであったが、ガルディスもまた賞金稼ぎの反撃に倒れた。虫の息となったガルディスは、GBを狩り続けてきた自分が、最後にGBを助けて死ぬ運命の皮肉を笑い、「GBハンターとして抹殺してきたGB達の多くが、並の人間達よりもずっと生きる価値のある存在だった」との言葉を残してこの世を去った。

### 再生工場
レパたちはウエスカ宇宙港で人口皮膚を纏い、人間に擬態して働いていた。彼らはGBのペガサスを作ったタイレル社がある第七惑星「アルカ」に赴くため宇宙船に密航しようとしていたのだ。その工場では多数のGBも働いておりイフェは暴力的な班長に襲われそうになったところを親切なGBの老人に危うく助けられる。その夜街では抜き打ちのGB狩りがあり、多数の人間にまぎれていたGBが逮捕された。その中にはレパたちに人造皮膚を提供した医師のメギレフとパートナーのエリスタもいた。エリスタは、自分たちには人間に対する敵意はないこと、何故GBだというだけで殺されねばならないのか、GBには人間のような魂がありながら自由がないのか、自分の生まれてきた意味を考えるため、わずかな時間でも欲しかっただけだと群集に訴えるが、GB弾圧組織MASSのリーダーであるパルマノーバ社長ラクストンはその言葉を嘲笑い、益々憎悪を募らせて全員を処刑させる。
レパは工場での作業中にミスで深手を負い、緑の血を流してしまうが、状況を察したGBの老人に助けられる。しかし班長の命令により、レパとリュイはGBの老人たちを「再生工場」に連れて行くことになる。再生工場とは年老いて使い物にならなくなったGBたちを殺害し、その細胞組織をリサイクルして新しいGBを作成する”死の工場”なのだ。そうと知りながら、ただ老人たちを見送るしかないレパとリュイに、老人たちは笑って「自分たちは生まれ変わる、GBの魂は不滅だ」と去っていく。GBたちの間にはいつしか「肉体は再生されても魂や記憶は受け継がれていく」という伝承が生まれ、一種の宗教となりつつあったのだ。
レパとリュイは老人たちを見送ったあと、公開処刑されたGBたちの肉体が再処理炉に放り込まれるところを目撃し、意気消沈して立ち去ろうとするが、再生工場をたまたま訪れていたラクストンに発見されてしまう。二人の正体を見抜いたラクストンが、娘の仇として彼らを射殺しようとしたとき、炉からエリスタの姿をとったGBの意識集合体が現れ、ラクストンを炉の中に引きずりこんだ。エリスタの亡霊は言う。個々のGBが殺されてもその魂は生き続ける。GBは種として永遠の生命を持つ、と……

### ゴースト・ライナー
宇宙港のある都市ソルバスでは再生工場での事件以来、ついには人間まで巻き込む爆弾テロが頻発するほどの、狂気じみたGB狩りが行われていた。エリスタの亡霊が語ったことが事実なら、蓄積された知識を受け継ぎ続けるGBはいつしか生まれながらにして人間をはるかに超える英知をもつことになり、人間はそれを恐れたのだ。
一方レパとリュイ、イフェたちはペガサスの謎を追うため、宇宙船への密航を企てる。彼らは惑星アルカに行く宇宙船ヘルメスに積み込まれるコンテナに潜もうとしていた。そのとき7番惑星アルカからゼラに向かう宇宙船"ガリオン37"が宇宙港に緊急着陸してくる。傷つき、コントロールを失いかけながらも、乗員たちの必死の操作と宇宙港の誘導により、ガリオン37は着陸に成功、港は歓喜に包まれる。が、そのとき宇宙港のGB宿舎がテロにより爆破され、ガリオン37はその爆発に巻き込まれ、助かったはずの乗員乗客全員が死亡する惨事となってしまう。
レパが見つけた乗員は、ガリオン37が伝説の「幽霊船」に出会っていたことを告げて事切れた。ガリオンを見守っていたレパは憤激し、MASSのメンバーである主任に詰め寄り、テロが行われると知っていたのではないかと非難する。だが彼は「GBは殺すが人間を巻き込んだりはしない」と答えるだけで多くを語ろうとはしなかった。レパたちは酒場で宇宙船乗組員の話を聞く。ゼラからアルカに向かう航路には幽霊船が出没し、出会った宇宙船は必ず沈むのだと…
宇宙船ヘルメスは予定どおりゼラから出航することとなり、レパたちはコンテナにもぐりこんで密航、宇宙船は発射される。だがその頃、宇宙港では主任が何者かに襲われ、瀕死の身体で地面に伏しながらも、ヘルメスに向かって「出航してはいけない!」と叫んでいた……

## 登場人物

### 主人公とそれにまつわる人々
レパ
主人公の一人。GBの若者。正義感あふれる熱血漢。産まれた時からシグナイト採掘工場で奴隷として働かされていた。イフェの危機に際し「人間を殺してはならない」というGBの「本能」を打ち破り看守を殺害、これをきっかけに彼は人間の支配から脱し、GBの自由を得るための闘争を開始する。登録番号139。
リュイ
主人公の一人。GBの若者。かつては富裕な家庭の下僕として働いていたが、同僚のイフェが巻き込まれた事件で彼女を庇ったために当主の怒りを買い、シグナイト採掘工場に売り飛ばされる。下僕時代に相応の教養と技術を身に着けている。登録番号227。
イフェ
主人公の一人。GBの少女。かつてはリュイと同じ屋敷で、令嬢の子守役として働いていたが、自動車事故に巻き込まれそうになった令嬢を庇った際、重傷を負った自らの血により、無傷だった令嬢を死なせてしまう。娘を失い激怒した当主は彼女を殺そうとしたが、リュイの身を挺した懇願と、事故を目撃した人間のとりなしで命だけは救われ、シグナイト採掘工場へ売却された。登録番号228。
コーバン
GBの村「モルグ・ハムレット」の中心メンバーで交易係。フィーナを砂漠で拾うのだが…
ハデス
GBの村「モルグ・ハムレット」の村長。かつてはTV局の（影の）敏腕プロデューサーだったが、彼の才能を妬んだ人間により両目を潰され腕を切り落とされた。
マロープとペネ
レパ達をかくまった荒野の農場の住人。GBと知りつつも彼らの人間性を信頼する。惑星ゼラの人間ではあるが、彼女達は「普通の人間」の顔つきをしており、それゆえに妬まれていた。ペネは「普通の人間の姿」で産まれるために不正な遺伝子操作を受けた副作用により盲目である。なお、積荷のペガサス喪失に抗議し、後に殺された老人は（実質離婚状態の）マロープの夫だと推察される。
メギレフ
GBの医師。人間に紛れ生活するGBのために、精巧な人造皮膚を制作していた。
エリスタ
メギレフの仲間の女性GB。ラクストンたちに捕らえられ公開処刑される。

### 敵
ラクストン
シグナイト採掘工場パルマノーバ社の社長。娘マイラをレパたちに殺害されたと思い込み、自社に所属するGB達を皆殺しにするとGB迫害団体MASSを結成。元々GBを下等な生き物と嫌悪していた経緯もあり、娘を失った恨みとレパ達反乱GBへの恐怖から、全GBの抹殺を宣言する。一方でエリスタやメギレフの命を懸けた言動からGBにも人間同様の”魂”があるという印象を払拭できず、GBの意識が死後新たなGBに受け継がれる事態を懸念していた。彼の死後、組織の実権を握った何者かによって、MASSは人間達をも巻き込むテロをも辞さない破壊工作組織へと変貌していく。
ティンキー
シグナイト採掘工場の看守。イフェの美貌に目をつけて密かにレイプしようとする。
マイラ
シグナイト採掘工場の社長令嬢。父親の影響でGBを奴隷かペットの類としか考えていない驕慢な娘。レパ達の脱出の人質となり、結果として命を落とすことになる。
フィーナ
GBの女に偽装した人間のGBハンター。ラクストンからの依頼でモルグ・ハムレットに潜入し、GBの村を突き止めてMASSに襲撃させる事をもくろんでいた。
ピグ＝マーチスソン
元GBの科学者。かつての仲間であったGBを「人間に改造する」という甘言で食い物にしていた。”人間化したGB”によって結成した組織の長として絶大な権力と富を得た事で暴君と化しており、冷酷残忍なその性根はまさに”堕落した人間”そのものであった。

## 設定

### グリーン・ブラッド
オクト＝ブランク社が開発・販売している「亜人間」（アンドロイド）であり、「擬似生命体」である。見た目は「人間」と変わらず、知力・体力は人間と同等以上の能力を持つが、生殖能力を持たない一代限りの生命である（作中では子馬を産む能力を持つ「GBの馬」が登場しており、これは技術的な制約ではなく意図的な制限であると見られる）。さらに「人間を畏れ敬い従う」ように本能づけられており、人間には決して逆らったり傷つけたりすることはできない（ただしイフェがレイプされそうになった時のレパや、ピグ＝マーチスソンの研究所のGB達のように、激しい怒りが頂点に達した時、その制限が解除されることもある）。
人間との外見上の違いは緑色の肌で、これは原料となる鉱石、シグナイトに由来する緑の血によるもの。彼らの血は人間にとって猛毒かつ化学的に危険な液体であり、人間や動物はそれを浴びるだけで激しい火傷を負い死んでしまう。
使用目的によりいくつかのタイプがあり、肉体能力（寒暖に耐える力など）が仕様により違う。惑星ゼラは酷暑の惑星なので、ゼラ仕様のGBは気温70度程度までは耐えることができる。また携わる業務に必要な知識はあらかじめ埋め込まれているようである。
オクト＝ブランク社以外にもGBメーカーは複数存在し、そのうち第七惑星「アルカ」にあるタイレル社は、生殖可能で強力なESP能力を持つペガサスのGBを作り上げた。
特殊な生体改造を受けることで、赤い血液を持つ「人間」になることは可能だが、その触媒として「ベリル」と呼ばれるGBの体内にまれに発生する結石が多量に必要とされる。
製造メーカー名、タイプ、シリアルナンバー等は右腕上膊部に消せない烙印で記されており、人間に偽装してもこの烙印や、生体電流の微細な違いを判別する装置により見破られる。人工皮膚を使えばかなり高いレベルでの偽装が可能だが、網膜の血管を検査する装置にかけられれば、直接血液の色を見られることになるため見破られてしまう。

### 人間
22世紀終盤、人間は宇宙殖民時代を迎えているが、モラル・技術力とも下降の一途を辿っており、工業力は一部の殖民星で細々と維持されている有様となっている。そして彼らの社会を支えているのは「労働」を一手に押し付けられている奴隷であるが故に「業務」や「技術」に精通したGB達であり、人間はGB無しではもはや産業も文明も維持できないが、それゆえに人間はGBを疎み憎むようになっている。その結果、人間に取って代わられる危険を感じた一部の過激派はMASSと呼ばれるGB排斥団体を作りGBを虐殺したりGBを使う工場などに爆弾テロをしかけたりもしており、穏健な市民や無関係な人間を巻き込むやり方を嫌うもの達から疎まれつつある。
各殖民星では人間は数世代を経てそれぞれの星に順応しており、例えば惑星ゼラの住人は目が惑星に順応することで、元の地球人とは異なる爬虫類のような顔つきになっているが、元の「普通の人間」が持っていた姿への憧憬は残っており、人工皮膚や遺伝子治療などの措置で「美しい人間」であろうとする者は少なくない。
しかし、その反動として外観も内面も「人間らしい」GBへの憤懣と反発は根強いものと推察される。

### 舞台となる惑星
惑星ゼラは地球人が殖民している17惑星のうちの1つであり、国土の大半は不毛の砂漠である。最大の都市はソルバス。特産物はシグナイトとビード酒。作中では他に「トレーファス」「アルカ」という惑星の存在が示されており、移住した人間達が星の自然環境に適応した事で気質が分化し結果、科学分野の得意不得意も分かれたらしく、「トレーファス」は重工業関係、「アルカ」は生命工学関係で昔の技術が残る星とされている。

### アイテム
シグナイト
惑星ゼラで産出する鉱物。GB達の「原料」となる物質であり、レパたちは「仲間を掘り出すために働いていた」ことになる。ゼラには「H.S.パルマノーバ社」を始め、シグナイト生成を業とする企業が複数存在する。
MMD
グリーンブラッドの「毒の血」を中和する物質。GBの「女」を慰み者にする男たちの間で、非合法に流通している。
ベリル
まれにGBの体内に発生する一種の結石。精力増強や若返りに卓効があるとされ、宝石以上の価格で取引されている。多量につかえばGBを人間に改造することもできる。ただし結石を発生させたGBは精気を吸い取られ死んでしまう。